# Spegeljakten
Spegeljakten är en bok i fantasy genren skriven av Stephen R. Donaldson.

Kampen om Mordant – Tredje boken, gavs ut 1996 av Bokförlaget Natur och Kultur (Legenda). 

Översättning av Olle Sahlin. Amerikanska originalets titel är Mordant’s Need (Book 2)  - The Mirror of Her Dreams – Book III. New York 1987. 

ISBN 91-27-06365-8

## Handling
Terisa Morgans situation är, milt uttryckt, kritisk. Hon är redan misstänkt för förräderi emot Orison och hela Samlingen, men om det inte vore nog så är, hennes beskyddare och den enda verkliga vännen i Mordant, Geraden anklagad för mord på sin broder och har tvingats att fly. Eftersom han flyr genom en spegel på ett tvivelaktigt sätt så ökar misstankarna kring honom. Okontrollerad passage via speglar kan sluta i totala katastrofer, vilket Jung Havelock redan har erfarenheter av.
Samtidigt inleds en fruktansvärd och långdragen belägring av slottet Orison, Mordants kungasäte, och Cadwals arméer närmar sig för varje dag som går. Speglingar dyker upp utan förvarning överallt i Mordant och ingen vet vem som kontrollerar dem. Det är bara fruktan för dessa som driver motståndet att kämpa hårdare med att finna källan till alla dessa illdåd. Ärkespeglaren Vagel är den verkliga fienden och man är säker på att han samarbetar med Cadwal, men vem är den verkliga infiltratören? Att på något vis bli betrodd i dessa sammanhang är mycket svårt och Terisa få verkligen känna på att var misstrodd. Den enda som verkligen tror på henne har nu försvunnit och anses av alla att var en förrädare och det minskar hennes chans att få förtroende.